# 24 Ore di Le Mans 1972
La 40ª edizione della 24 Ore di Le Mans si è svolta il 10 e 11 giugno 1972 sul Circuit de la Sarthe ed era aperta alle vetture sport appartenenti al Gruppo 5 (suddivise nelle classi "fino a 2 litri" e "fino a 3 litri"), alle Gran Turismo Speciali appartenenti al Gruppo 4(suddivise nelle classi "fino a 2,5 litri", "fino a 5 litri" e "oltre 5 litri") e alle vetture Turismo Speciale appartenenti al Gruppo 2. Questa gara è la 9ª manche del Campionato del mondo sportprototipi 1972 (WSC - World Sportscar Championship).

## Contesto
Il tracciato fu nuovamente modificato con l'inserimento di una serie di curve tra Arnage e la chicane Ford allo scopo di evitare il pericolosissimo tratto di Maison Blanche che correva in mezzo alle case. Queste cinque curve verranno in seguito denominate curve Porsche, mentre contemporaneamente la chicane Ford fu raddoppiata per facilitare la creazione di una nuova entrata della pit-lane.

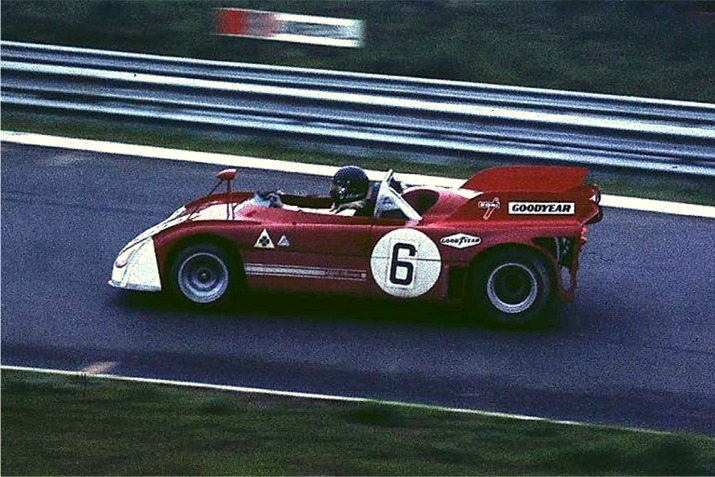
L'Alfa Romeo 33 TT3

Nel 1972 i motori 5 litri vennero banditi dal campionato del mondo e quindi da Le Mans. Ciò lasciò il campo aperto alle migliori auto con motore 3 litri derivato dalla F1. Ferrari e Matra erano le favorite ma avevano priorità differenti. La Matra ridusse la sua partecipazione nelle gare di durata per concentrarsi su "Le Mans", mentre la Ferrari preferì competere per il campionato del mondo e saltare Le Mans, poiché la 312 PB ispirata alla F1 era ottimizzata per le gare di 1000 km e le prove al banco motori avevano evidenziato preoccupanti rotture: il motore non aveva superato la 14ª ora di test.
Ciò diede alla Matra il ruolo di favorita per la 24 ore, con quattro auto iscritte: 3 nuovissime Matra 670 progettate e costruite specificamente per correre a Le Mans (di cui una a "Coda Corta" per Henri Pescarolo e Graham Hill) e una vecchia ma aggiornata Matra 660 per Jean-Pierre Jabouille e David Hobbs. Esse affrontarono un'opposizione composta principalmente da tre Alfa Romeo 33 TT3, due Lola T280 semiufficiali iscritte dalla scuderia di Jo Bonnier, e una Porsche 908 coupé LH privata, iscritta da Reinhold Joest. Quest'ultima era simile alla vettura che giunse seconda nel 1969 ed era considerata ormai vecchia e poco potente e competitiva.
Le Alfa-Romeo apparvero a Le Mans nella loro configurazione ad alta deportanza per le 1000 km, mentre l'affidabilità del Ford Cosworth DFV che spingeva le due Lola dell'Ecurie Bonnier Svizzera e la Duckhams LM dei britannici Alain de Cadenet e Chris Craft (una vettura autocostruita con la collaborazione dalla Brabham) era alquanto dubbia per una gara lunga 24 ore.

## Gara

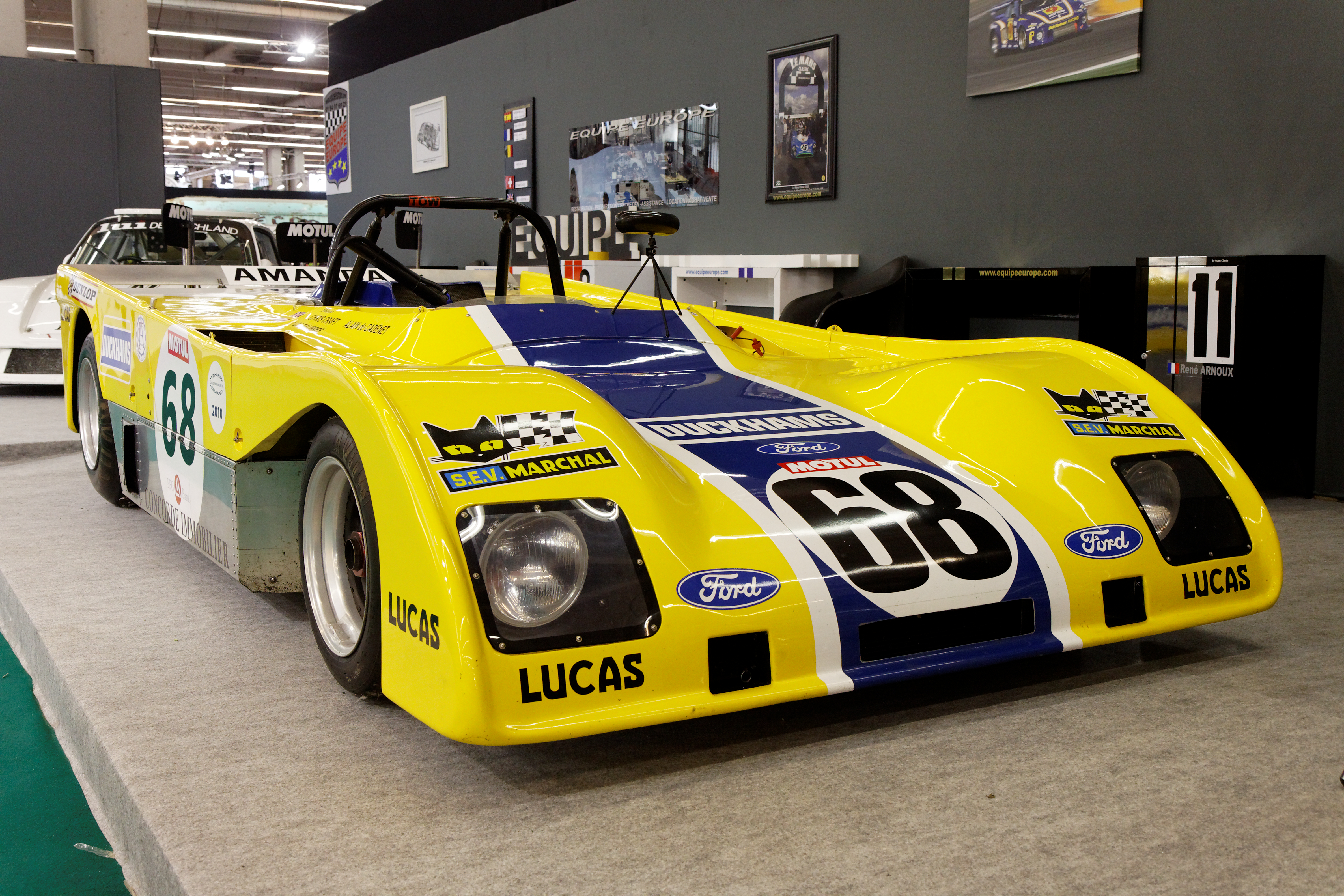
La Duckhams LM motorizzata Ford Cosworth DFV.

Sin dalla partenza, la Matra di Beltoise/Amon prese il comando, imponendo immediatamente un ritmo molto sostenuto. Sfortunatamente, all'inizio del terzo giro, il suo V12 ammutolì conseguentemente ad un guasto meccanico, provocando il panico tra i piloti ed i tecnici Matra, i quali decisero di rallentare il ritmo di gara nelle fasi iniziali, nell'attesa di capire quale fosse la causa del cedimento. Questo permise alle Lola di Jo Bonnier e Hugues de Fierlant di prendere la testa senza incontrare alcuna resistenza da parte delle vetture francesi, almeno fino a quando non cominciò a piovere dopo la prima mezz'ora di corsa. Bonnier però, venne rallentato da uno pneumatico forato che gli aveva danneggiato tutto la parte anteriore della carrozzeria e, dopo i primi pit-stop, all'imbrunire le Matra restanti erano nuovamente al comando, in prima e seconda posizione.
Nutrendo dei dubbi circa la reale affidabilità delle vetture francesi, Jo Bonnier decise di continuare a pressare le Matra, nel tentativo di indurle alla rottura o, quantomeno, all'errore. Bonnier, nella sua rincorsa, stabilì il nuovo record sul giro all'inizio della sera, mentre l'altra Lola ruppe il cambio, e fu costretta al ritiro.

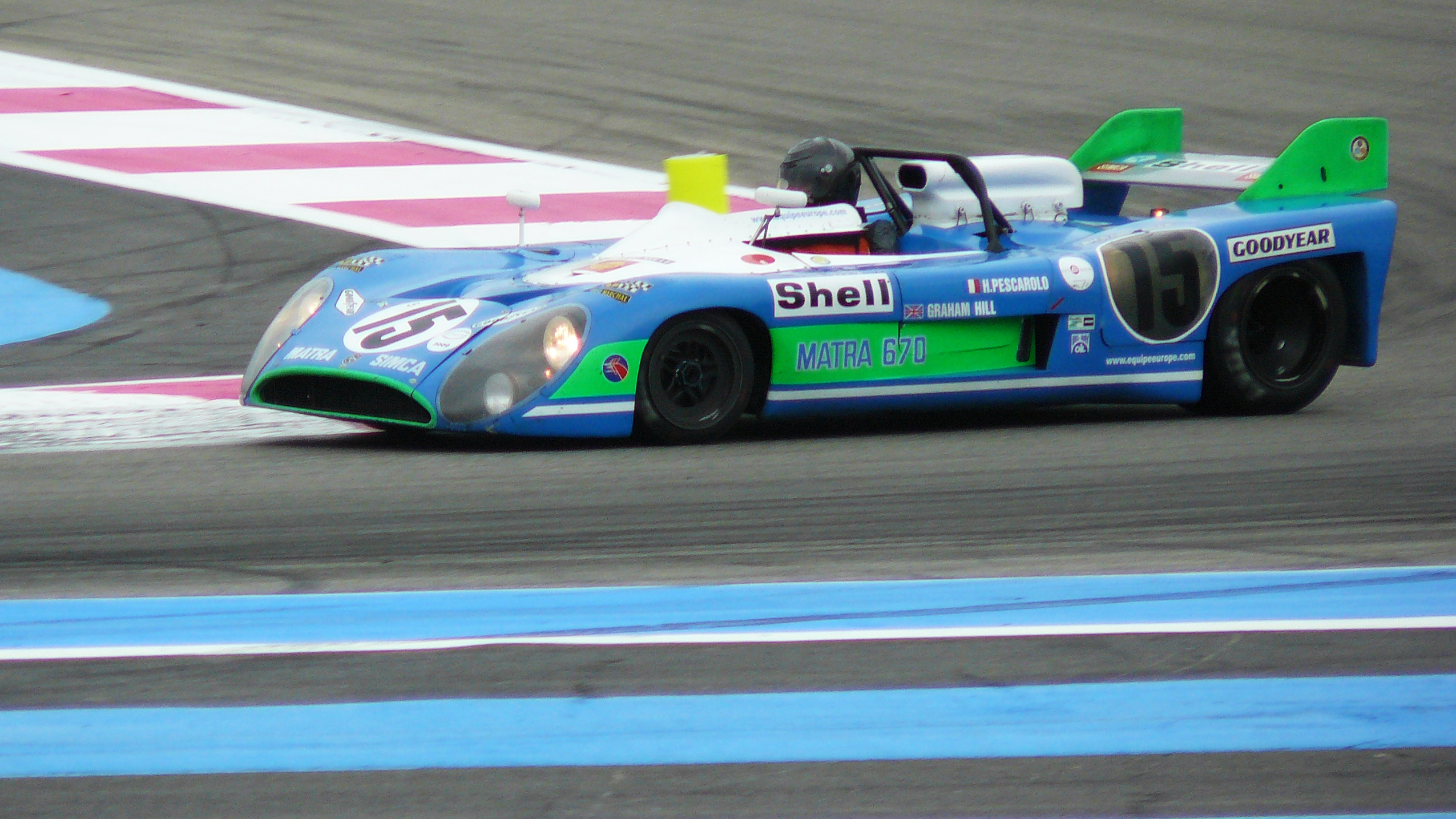
La Matra 670 di Henri Pescarolo e Graham Hill ad un raduno.

Alle 22:00 la classifica vedeva in testa le Matra davanti al terzetto Alfa Romeo e alla 908LH di Joest
De Cadenet e Craft erano sorprendentemente al decimo posto con la loro vettura autocostruita, ma Graham Hill, forzando il ritmo, riuscì a portarsi in testa con la sua Matra verso la mezzanotte.
Durante la notte le posizioni si mantennero stabili, con le Matra in testa e le quattro Alfa Romeo al loro seguito, con Craft e de Cadenet saliti al settimo posto, mentre tra le GT il ritmo era dettato dalle varie Ferrari Daytona.
All'alba le Matra 670 si scambiarono nuovamente le posizioni, le Alfa erano alle prese con le difficoltà della trasmissione e la 908 di Joest/Weber/Casoni era quinta e sembrava invece non mostrare inconvenienti. La Lola T280 di Bonnier era ancora lì, con un DFV V8 in sorprendente salute, mentre alcuni incidenti provocarono soste ai box inattese e lasciarono in pista solo otto auto. La Lola, ispirata ad una monoposto di F1, stava andando molto forte nel primo mattino, tornando ad incalzare le vetture francesi. Poco prima delle 8:30 la Lola di Bonnier si apprestò a doppiare la Ferrari 365 GTB/4 iscritta dalla Scuderia Filipinetti e pilotata in quel momento da Florian Vetsch, un gentleman, nei pressi della curva Indianapolis. Vetsch, maldestramente, cercò di favorire il sorpasso della più veloce Lola, ma accidentalmente scelse la medesima traiettoria sulla quale Bonnier si spostò. La Lola, urtando non si sa se la stessa Ferrari di Vetsch o il guard rail a bordo pista, decollò letteralmente, finendo nel bosco ai margini del circuito e distruggendosi nel violentissimo impatto con gli alberi. Bonnier, al volante della vettura, morì sul colpo.

Il tragico incidente portò ad un'interruzione di due ore della gara, indispensabile per la rimozione dei resti della vettura e del pilota.
Questa tragedia, comunque, lasciò le Matra senza serie rivali. Nonostante un pit-stop imprevisto l'auto di Ganley e Cevert era ancora in testa, quando il pilota neozelandese venne colpito nella coda da una Chevrolet Corvette. Ciò diede il comando a Pescarolo e Hill. La Matra 660 di Hobbs/Jabouille, invece, si fermò con problemi alla trasmissione.

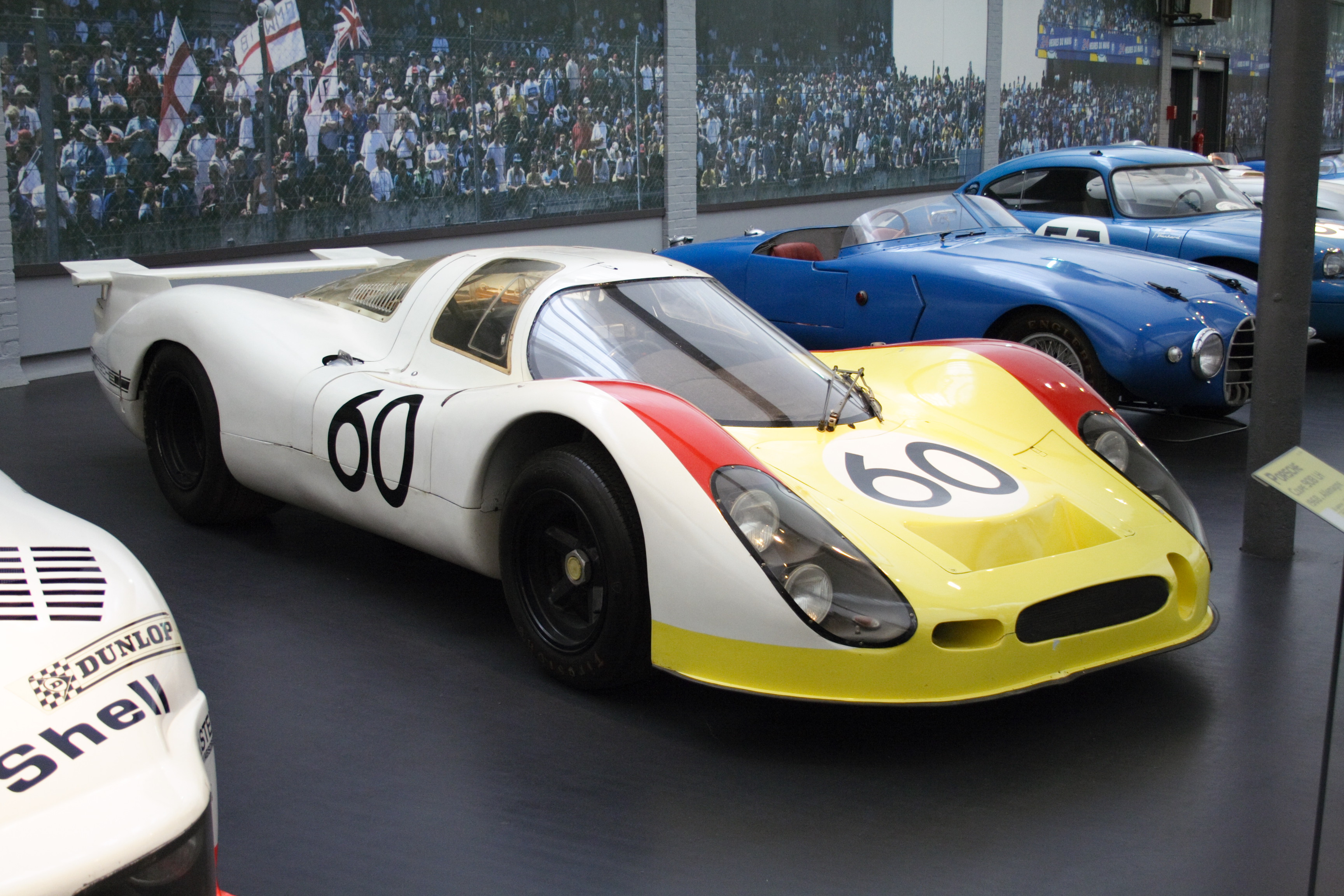
La Porsche 908 Coupe LH

La Matra 670 "Coda Corta" guidata da Pescarolo e Hill ottenne dunque la prima posizione, mantenuta poi fino alla bandiera a scacchi, mentre la 670 "Coda Lunga" di François Cevert e Howden Ganley ottenne un meritato secondo posto. Questa fu la prima vittoria di un'auto francese fin dal 1950 e rese Graham Hill il primo e finora unico pilota a vincere la Triple Crown costituita da 500 miglia di Indianapolis, 24 ore di Le Mans e Campionato del Mondo di Formula Uno (compreso il Gran Premio di Montecarlo, che vinse diverse altre volte).
Eccellente, in tale contesto, la terza posizione della Porsche 908 coupé LH (cioè con carrozzeria a coda lunga) guidata da Reinhold Joest, Michel Weber e Mario Casoni. Sebbene ormai vetusta, la loro 908 LH (che era stata realizzata nel 1969 ed era appartenuta al Museo Jo Siffert) fu resa sorprendentemente competitiva dall'ottimo lavoro svolto dal team dello stesso Joest, che riuscì a trasformare un progetto ormai datato in una vettura sufficientemente rapida da poter tenere la scia dei moderni prototipi in una gara difficile come Le Mans.

Una piccola anticipazione, molto significativa, della straordinaria capacità, da parte di Joest, di interpretare tatticamente una gara difficile, ricca di variabili, quale la 24 Ore di Le Mans.

## Classifica finale

### Classificati
| Pos | Classe  | N° | Squadra                           | Piloti                                             | Vettura                | Motore                    | Giri |
| --- | ------- | -- | --------------------------------- | -------------------------------------------------- | ---------------------- | ------------------------- | ---- |
| 1   | S 3.0   | 15 | Equipe Matra-SIMCA Shell          | Henri Pescarolo Graham Hill                        | Matra-SIMCA MS670      | Matra 3.0L V12            | 344  |
| 2   | S 3.0   | 14 | Equipe Matra-SIMCA Shell          | François Cevert Howden Ganley                      | Matra-SIMCA MS670      | Matra 3.0L V12            | 333  |
| 3   | S 3.0   | 60 | Jo Siffert A.T.E. Racing          | Reinhold Joest Michel Weber Mario Casoni           | Porsche 908LH          | Porsche 3.0L Flat-8       | 325  |
| 4   | S 3.0   | 18 | Autodelta SpA                     | Nino Vaccarella Andrea De Adamich                  | Alfa Romeo Tipo 33TT3  | Alfa Romeo 3.0L V8        | 307  |
| 5   | GT 5.0  | 39 | Charles Pozzi                     | Jean-Claude Andruet Claude Ballot-Léna             | Ferrari 365 GTB/4      | Ferrari 4.4L V12          | 306  |
| 6   | GT 5.0  | 74 | North American Racing Team (NART) | Sam Posey Tony Adamowicz                           | Ferrari 365 GTB/4      | Ferrari 4.4L V12          | 304  |
| 7   | GT 5.0  | 34 | Scuderia Filipinetti              | Mike Parkes Jean-Louis Lafosse Jean-Jacques Cochet | Ferrari 365 GTB/4      | Ferrari 4.4L V12          | 302  |
| 8   | GT 5.0  | 36 | Ecurie Francorchamps              | Derek Bell Teddy Pilette Richard Bond              | Ferrari 365 GTB/4      | Ferrari 4.4L V12          | 301  |
| 9   | GT 5.0  | 38 | North American Racing Team (NART) | Jean-Pierre Jarier Claude Buchet                   | Ferrari 365 GTB/4      | Ferrari 4.4L V12          | 297  |
| 10  | T 3.0   | 54 | Ford Deutschland                  | Gerry Birrell Claude Bourgoignie                   | Ford Capri 2600RS      | Ford 3.0L V6              | 292  |
| 11  | T 3.0   | 52 | Ford Deutschland                  | Dieter Glemser Alex Soler-Roig                     | Ford Capri 2600RS      | Ford 3.0L V6              | 289  |
| 12  | S 3.0   | 68 | Duckham's Oil Motor Racing        | Alain de Cadenet Chris Craft                       | Duckhams LM (Brabham)  | Ford-Cosworth DFV 3.0L V8 | 288  |
| 13  | GT 2.5  | 41 | Louis Meznarie                    | Sylvain Garant Jürgen Barth Michael Keyser         | Porsche 911S           | Porsche 2.5L Flat-6       | 285  |
| 14  | S 2.0   | 27 | René Ligonnet - Kodak             | René Ligonnet Barrie Smith                         | Lola T290              | Ford Cosworth FVC 1.8L I4 | 284  |
| 15  | GT +5.0 | 4  | North American Racing Team (NART) | Dave Heinz Robert B. Johnson                       | Chevrolet Corvette ZL1 | Chevrolet 7.0L V8         | 284  |
| 16  | GT +5.0 | 32 | Claude Dubois                     | Jean-Marie Jacquemin Yves Deprez                   | De Tomaso Pantera      | Ford 5.8L V8              | 282  |
| 17  | GT 3.0  | 46 | North American Racing Team (NART) | Jean-Pierre Laffeach Gilles Doncieux               | Ferrari Dino 246GT     | Ferrari Dino 2.4L V6      | 265  |
| 18  | S 2.0   | 24 | Wicky Racing Team                 | Peter Mattli Hervé Bayard Walter Brun              | Porsche 907            | Porsche 2.0L Flat-6       | 252  |

### Non Classificato
poiché non ha coperto il 70% della distanza del vincitore (240 laps)
| Pos | Classe | N° | Squadra          | Piloti                           | Vettura       | Motore              | Giri |
| --- | ------ | -- | ---------------- | -------------------------------- | ------------- | ------------------- | ---- |
| 19  | S 3.0  | 67 | Christian Poirot | Christian Poirot Philippe Farjon | Porsche 908/2 | Porsche 3.0L Flat-8 | 206  |

### Ritirati
| Pos | Classe  | N° | Squadra                           | Piloti                                                        | Vettura               | Motore                    | Giri |
| --- | ------- | -- | --------------------------------- | ------------------------------------------------------------- | --------------------- | ------------------------- | ---- |
| 20  | S 3.0   | 16 | Equipe Matra-SIMCA Shell          | Jean-Pierre Jabouille David Hobbs                             | Matra-SIMCA MS660C    | Matra 3.0L V12            | 278  |
| 21  | S 3.0   | 5  | Escuderia Montjuich               | Juan Fernandez Franciasco Torredemer Eugenio Baturone         | Porsche 908/3         | Porsche 3.0L Flat-8       | ?    |
| 22  | S 3.0   | 19 | Autodelta SpA                     | Rolf Stommelen Nanni Galli                                    | Alfa Romeo Tipo 33TT3 | Alfa Romeo 3.0L V8        | 263  |
| 23  | S 3.0   | 6  | Hans-Dieter Weigel                | Hans-Dieter Weigel Helmuth Krause                             | Porsche 908/2         | Porsche 3.0L Flat-8       | 244  |
| 24  | GT +5.0 | 29 | Greder Racing Team                | Henri Greder Marie-Claude Charmasson                          | Chevrolet Corvette    | Chevrolet 7.0L V8         | 235  |
| 25  | S 3.0   | 17 | Autodelta SpA                     | Vic Elford Dr. Helmut Marko                                   | Alfa Romeo Tipo 33TT3 | Alfa Romeo 3.0L V8        | 232  |
| 26  | GT 5.0  | 57 | North American Racing Team (NART) | Luigi Chinetti Jr. Masten Gregory                             | Ferrari 365 GTB/4     | Ferrari 4.4L V12          | 226  |
| 27  | S 3.0   | 8  | Ecurie Bonnier Svizzera           | Joakim Bonnier Gérard Larrousse Gijs van Lennep               | Lola T280             | Ford-Cosworth DFV 3.0L V8 | 213  |
| 28  | GT 3.0  | 42 | Claude Haldi                      | Claude Haldi Paul Keller "Gédéhem"                            | Porsche 911S          | Porsche 2.5L Flat-6       | 208  |
| 29  | GT 5.0  | 35 | Scuderia Filipinetti              | Bernard Cheneviére Florian Vetsch Gérard Pillon               | Ferrari 365 GTB/4     | Ferrari 4.4L V12          | 204  |
| 30  | S 3.0   | 22 | Automobiles Ligier                | Pierre Maublanc Jacques Laffite                               | Ligier JS2            | Maserati 3.0L V6          | 195  |
| 31  | GT +5.0 | 71 | Ecurie Léopard                    | Jean-Claude Aubriet "Depnic" "Sylvain"                        | Chevrolet Corvette    | Chevrolet 7.0L V8         | 188  |
| 32  | S 3.0   | 65 | "Novestille"                      | Louis Cosson Jean-Louis Ravenel                               | Porsche 910           | Porsche 2.4L Flat-6       | 188  |
| 33  | S 3.0   | 56 | Claude Laurent                    | Claude Laurent Martial Delalande Jacques Marché               | Ligier JS2            | Maserati 3.0L V6          | 186  |
| 34  | GT 3.0  | 45 | Raymond Touroul                   | "Lee Banner" Domonique Bardini                                | Porsche 911S          | Porsche 2.5L Flat-6       | 183  |
| 35  | T 3.0   | 53 | Ford Deutschland                  | Jochen Mass Hans-Joachim Stuck                                | Ford Capri 2600RS     | Ford 3.0L V6              | ?    |
| 36  | S 3.0   | 76 | Jean Egreteaud                    | Jean-Claude Lagniez Raymond Touroul                           | Porsche 908/2         | Porsche 3.0L Flat-8       | 83   |
| 37  | GT +5.0 | 72 | John Greenwood Racing             | Bernard Darniche Alain Cudini John Greenwood                  | Chevrolet Corvette    | Chevrolet 7.0L V8         | 82   |
| 38  | S 2.0   | 23 | Brian Robinson                    | Brian Robinson Jean Rondeau                                   | Chevron B21           | Ford Cosworth FVC 1.8L I4 | 76   |
| 39  | T 3.0   | 49 | Team Schnitzer - Motul            | Hans Heyer René Herzog                                        | BMW 2800CS            | BMW 3.0L I6               | 70   |
| 40  | GT 3.0  | 44 | Jean Sage                         | Jean Sage Georg Loos Franz Pesch                              | Porsche 911S          | Porsche 2.5L Flat-6       | 64   |
| 41  | GT 5.0  | 37 | Maranello Concessionaires         | Peter Westbury John Hine                                      | Ferrari 365 GTB/4     | Ferrari 4.4L V12          | 72   |
| 42  | GT +5.0 | 28 | John Greenwood Racing             | John Greenwood Dick Smothers                                  | Chevrolet Corvette    | Chevrolet 7.0L V8         | 53   |
| 43  | GT 3.0  | 80 | Porsche Kremer Racing Team        | John Fitzpatrick Erwin Kremer Juan Carlos Bolaños             | Porsche 911S          | Porsche 2.5L Flat-6       | 39   |
| 44  | GT 3.0  | 79 | Jean-Pierre Gaban                 | Hermes Delbar Roger van der Schrick                           | Porsche 911S          | Porsche 2.4L Flat-6       | ?    |
| 45  | GT +5.0 | 30 | Escuderia Montjuich               | José Juncadella Fernando de Baviera                           | De Tomaso Pantera     | Ford 5.8L V8              | 36   |
| 46  | GT +5.0 | 31 | Escuderia Montjuich               | Herbert Müller Cox Kocher                                     | De Tomaso Pantera     | Ford 5.8L V8              | 36   |
| 47  | S 2.0   | 69 | Michel Dupont                     | Michel Dupont Jean-Paul Bodin                                 | Chevron B19/21        | Ford Cosworth FVC 1.8L I4 | 29   |
| 48  | T 3.0   | 84 | Shark Team                        | Jean-Claude Guérie Jean-Pierre Rouget                         | Ford Capri 2600RS     | Ford 3.0L V6              | 26   |
| 49  | S 3.0   | 7  | Ecurie Bonnier Svizzera           | Hughes de Fierlandt Jorge de Bagration Mário de Araújo Cabral | Lola T280             | Ford-Cosworth DFV 3.0L V8 | 26   |
| 50  | GT 3.0  | 40 | René Mazzia                       | Pierre Mauroy Marcel Mignot                                   | Porsche 911S          | Porsche 2.5L Flat-6       | 27   |
| 51  | GT 5.0  | 75 | Charles Pozzi                     | François Migault Daniel Rouveyran                             | Ferrari 365 GTB/4     | Ferrari 4.4L V12          | 22   |
| 52  | S 3.0   | 58 | Bosch Racing Team                 | Walter Roser Otto Stuppacher                                  | Porsche 908/2         | Porsche 3.0L Flat-8       | 11   |
| 53  | S 3.0   | 21 | Automobiles Ligier                | Guy Ligier Jean-François Piot                                 | Ligier JS2            | Maserati 3.0L V6          | 7    |
| 54  | S +3.0  | 33 | Société Franco-Britannic          | Guy Chasseuil Jean Vinatier                                   | De Tomaso Pantera     | Ford 5.8L V8              | 3    |
| 55  | S 3.0   | 12 | Equipe Matra-SIMCA Shell          | Jean-Pierre Beltoise Chris Amon                               | Matra-SIMCA MS670     | Matra 3.0L V12            | 1    |